# ポム・スフレ

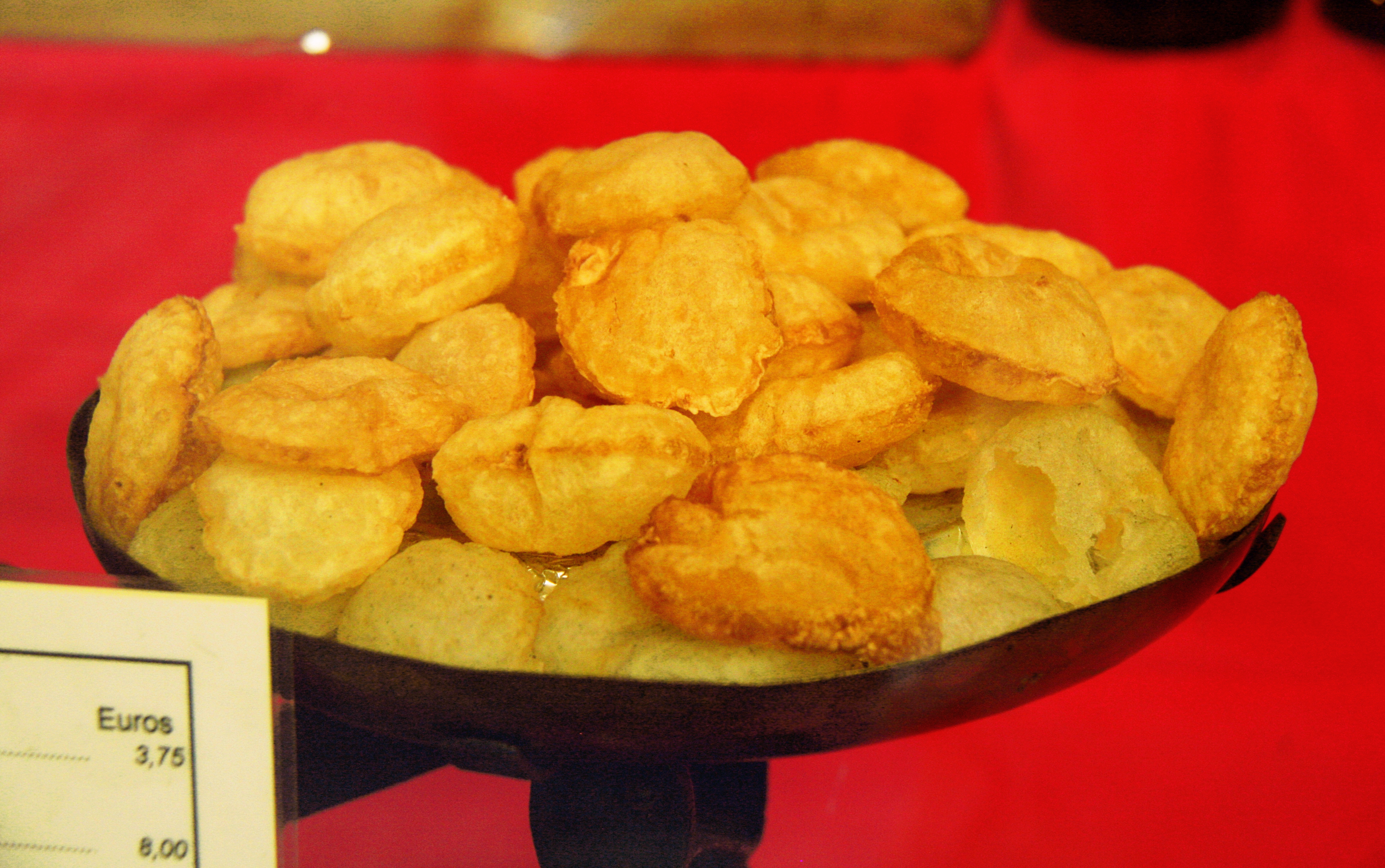
ポム・スフレの例

ポム・スフレ（フランス語: pommes soufflées）は、フランスのジャガイモ料理の一種。薄切りにしたジャガイモを二度揚げして膨らませた料理である。

## 概要
人気料理であり、星付きレストランのメニューとしても定着している。
しかしながら、うまく膨らませて作るのはなかなか大変な料理である。
日本においては漫画『美味しんぼ』単行本14巻「母なるりんご」の「第6話 ポテトボンボン（ポム・スフレ）」にて、「ポテトボンボン」の名で紹介された。

## 歴史
クリストフ・マランジェ（Christophe Mareinges）は著作『Géniales erreurs de la gastronomie française（フランスの美食文化を彩る、素晴らしき失敗）』で以下のようにポム・スフレ誕生の経緯を記している。
1837年8月24日、パリ初の郊外鉄道となるサン＝ラザール駅とラ・ガレンヌ＝コロンブを結ぶトランシリアンの開通式を祝うビュッフェが開催された。その料理長を務めたのはジャン＝フランソワ・コリネ。数々の料理と共に、ジャガイモの薄切りも提供された。しかし、列車の到着が遅れたことによって、厨房はすべての料理を温め直すことになった。再加熱したことで、ジャガイモの薄切りが膨れ上がっり、後にポム・スフレと呼ばれ、人気となる料理が誕生したのだった。